# Ernst Feil
Ernst Feil (* 15. Mai 1932 in Dorsten; † 11. März 2013 in München) war ein deutscher römisch-katholischer Theologe.

## Leben und Werk
Feil studierte römisch-katholische Theologie, Gräzistik und Philosophie in Münster, Innsbruck und München. Nach dem ersten und zweiten Staatsexamen und dem Referendariat für das Lehramt an Gymnasien war Feil Studienassessor in Recklinghausen. 1962 wurde er Wissenschaftlicher Assistent bei Johann Baptist Metz am Fundamentaltheologischem Seminar der Katholisch-Theologischen Fakultät der Westfälischen Wilhelms-Universität in Münster. An der Katholisch-Theologischen Fakultät in Münster wurde er 1970 mit einer Arbeit über das Weltverständnis Dietrich Bonhoeffers zum Dr. theol. promoviert. Seit 1971 lehrte Feil als ordentlicher Professor in Dortmund. 1975 wurde er an die Katholisch-Theologische Fakultät der Ludwig-Maximilian-Universität in München auf den Lehrstuhl für Systematische Theologie und Religionslehre berufen, wo er bis zu seiner Emeritierung lehrte. Sein Hauptwerk sind die vier Bände zu „Religio“ (herausgegeben zwischen 1986 und 2007); es klärt systematisch die unterschiedlichen Positionen der historischen Entwicklung einer zentralen Dimension menschlichen Seins. Er war ein klar denkender, systematisch und präzise forschender Theologe mit Weitblick und Sinn für die Fragen der Gegenwart. Seine Theologie war verknüpft mit einem philosophisch tragenden Fundament.
Seit 1950 war Ernst Feil Mitglied im Bund Neudeutschland, wirkte mit als theologischer Referent auf Bundestagen seit 1974 und von 1977 bis 1979 in leitender Funktion auf Bundesebene. Er gehört zu den Unterzeichnern des Memorandums „Kirche 2011 – Ein notwendiger Aufbruch“.
Ernst Feil lebte in Gilching, war verheiratet und hatte zwei Töchter.

## Würdigung (Auswahl)
- Homann, Karl, Riedel-Spangenberger, Ilona (Hrsg.): Welt – Heuristik des Glaubens, Zum 65. Geburtstag von Ernst Feil. Kaiser Gütersloh 1997.

## Werke (Auswahl)
- Religio. Bände 1-4:[2]
  - Religio, Band 1: Die Geschichte eines neuzeitlichen Grundbegriffs vom Frühchristentum bis zur Reformation. Forschungen zur Kirchen- und Dogmengeschichte Band 36. Vandenhoeck & Ruprecht, Göttingen 1986.
  - Religio, Band 2: Die Geschichte eines neuzeitlichen Grundbegriffs zwischen Reformation und Rationalismus (ca. 1540-1620). Forschungen zur Kirchen- und Dogmengeschichte Band 70. Vandenhoeck & Ruprecht, Göttingen  1997.
  - Religio, Band 3:  Die Geschichte eines neuzeitlichen Grundbegriffs im 17. und frühen 18. Jahrhundert.  Forschungen zur Kirchen- und Dogmengeschichte Band 79. Vandenhoeck & Ruprecht, Göttingen 2001, 2. durchges. Auflage 2012
  - Religio, Band 4:  Die Geschichte eines neuzeitlichen Grundbegriffs im 18. und frühen 19. Jahrhundert.  Forschungen zur Kirchen- und Dogmengeschichte; Band 91. Vandenhoeck & Ruprecht, Göttingen 2007, 2.  durchges. Aufl. 2012
- Die Theologie Dietrich Bonhoeffers: Hermeneutik – Christologie – Weltverständnis , 1. Aufl.  1977, 5. erw. Auflage 2006
- The Theology of Dietrich Bonhoeffer, Philadelphia : Fortress Press, 1985
- Die Theologie Dietrich Bonhoeffers,  Lit, Münster 2005
- (Hrsg.), On the Concept of Religion, Global Publ., Binghamton 2000
- Zivilcourage und demokratische Kultur, Lit, Münster 2002
- Streitfall "Religion", Lit, Münster 2000